# Gotinga
Gotinga (en alemán: Göttingen, pron.: [ˈɡœtɪŋən]ⓘ) es un municipio y una ciudad alemana, capital del distrito homónimo y situada en el Estado federado de Baja Sajonia. Está situada al sur de dicho estado, colindante con los estados de Hesse y Turingia. El río Leine atraviesa el municipio, que a su vez nace en el Lago Kiessee situado al sur de la ciudad.
Es una ciudad histórica, fundada durante la Edad Media y cuya importancia creció tras la fundación de la Universidad de Gotinga en 1734. La ciudad formó parte del Sacro Imperio Romano Germánico, el Reino de Westfalia, el Reino de Hannover, al Reino de Prusia y luego integrada en el Imperio alemán. Durante la Segunda Guerra Mundial fue atacada desde el aire, aunque no se vio muy afectada por los bombardeos anglo-estadounidenses. Actualmente la ciudad mantiene su importancia debido a la universidad, que recibe numerosos estudiantes internacionales y erasmus. 
La ciudad cuenta con una Estación ferroviaria que ofrece servicios ferroviarios a algunas de las grandes ciudades alemanas como Berlín, Hamburgo, Hannover o Fráncfort del Meno. A través de las conexiones ferroviarias también se puede enlazar con los aeropuertos de Fráncfort y de Hannover. 

## Escudo
El escudo de Gotinga representa tres torres de color plateado con techo rojo, ante un fondo azul. Las torres laterales tienen 4 ventanas y encima hay una flor de cruz áurea. Alrededor de la torre central se agrupan cuatro bolas. En el campo rojo inferior hay un león áureo. La primera documentación del escudo procede del año 1278. En varias ocasiones la ciudad ha utilizado un escudo más simple que mostraba una letra "G" mayúscula de color negro sobre un fondo dorado, con una coronas.

## Historia
Gotinga fue fundada en el siglo X. Se la menciona por primera vez en el año 953 como Gutingi, en un documento del emperador Otón I del Sacro Imperio Romano. 

### Palacio Imperial de Grona
En sus primeros días Gutingi se vio ensombrecida por Grona, históricamente documentado desde el año 915 d. C. como una fortaleza de nueva construcción, situada enfrente de Gotinga en una colina al oeste del río Leine. Posteriormente fue utilizada como palacio imperial otoniano, con 18 visitas de reyes y emperadores documentados entre 941 y 1025. El último emperador en  utilizar la fortaleza de Grona fue Enrique II (1002-1024). También tenía una iglesia construida en la Gotinga vecina, dedicada a San Albano. El edificio actual de la iglesia que ocupa este lugar, la iglesia de San Albani, fue construido en 1423.
La fortaleza perdió su función como palacio a la muerte de Enrique II en 1025, después de haberse retirado a ella por su mala salud. Posteriormente fue utilizada por los señores de Grone. La fortaleza fue destruida por los ciudadanos de Gotinga entre 1323 y 1329, y finalmente arrasada en 1387 por el duque Otón I en sus disputas con la ciudad.

### De ciudad independiente a universidad

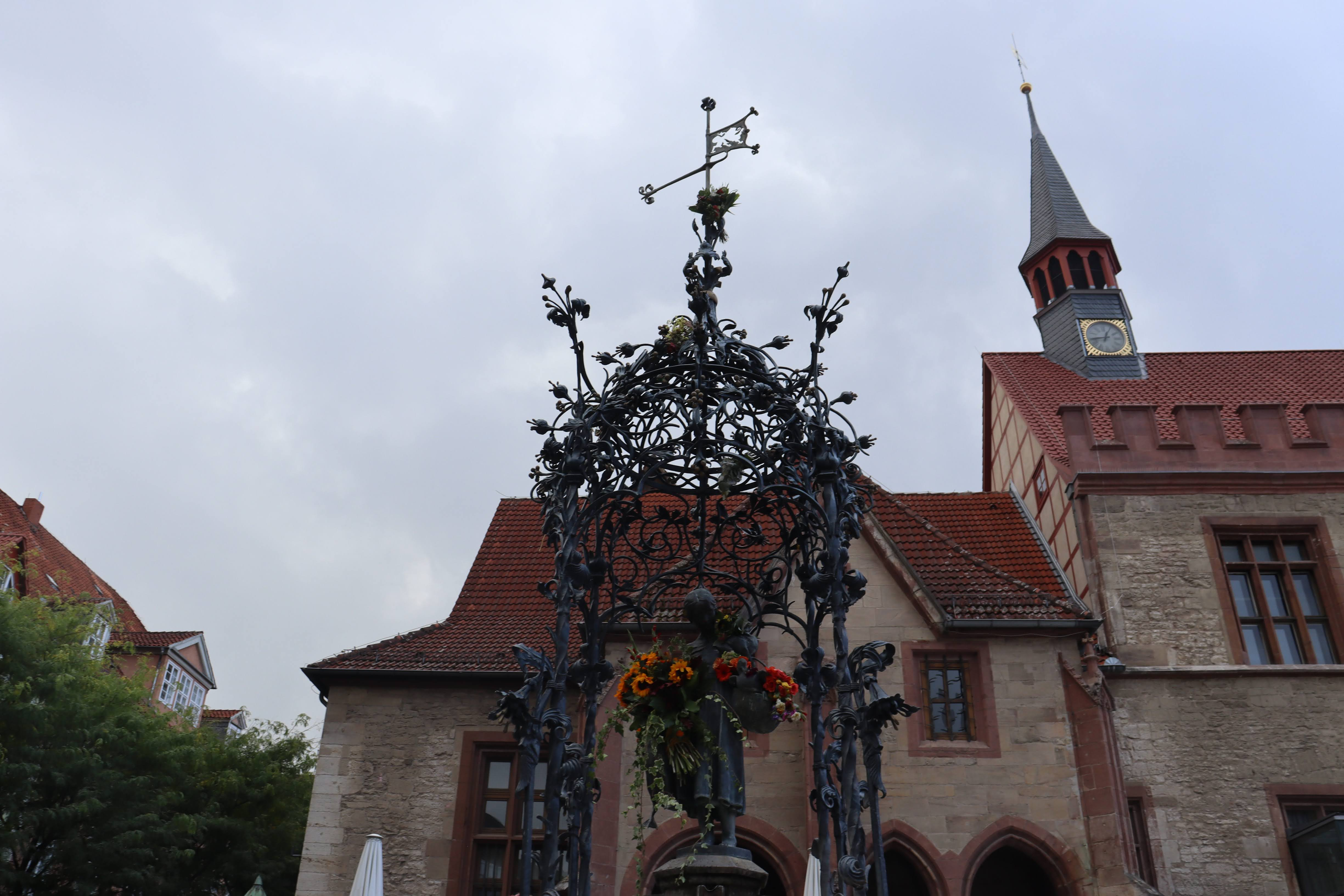
Liese la chica de los gansos, protagonista de un cuento tradicional y figura a la que los universitarios llevan flores y alcohol al terminar sus estudios.

Entre 1150 y 1200 se fundó la ciudad de Gotinga al noroeste del pueblo Gutingi, del cual tomó su nombre. La fecha exacta no se conoce con certeza. El fundador fue probablemente Enrique el León, duque de Sajonia y Baviera. Para comienzos del siglo XIII, Gotinga ya poseía los derechos de una ciudad. El pueblo anterior, a partir de entonces denominado "El viejo pueblo", se integró por completo con el paso del tiempo en la nueva ciudad. Entre 1351 y 1572 la ciudad formó parte de la Liga Hanseática. A partir de 1584 Gotinga perteneció al principado de Brunswick-Wolfenbüttel; desde 1635 al principado de Calenberg y en 1692, finalmente, al Principado electoral de Hannover.

«Hay aquí en la taberna una inscripción que reza: Extra Gottingam non est vita, "Fuera de Gottinga no hay vida". Este epigrama, o debiera llamarlo epitafio, no lo toman tan en serio los estudiantes como los profesores.»
Jacob Bronowski, matemático, poeta y humanista.

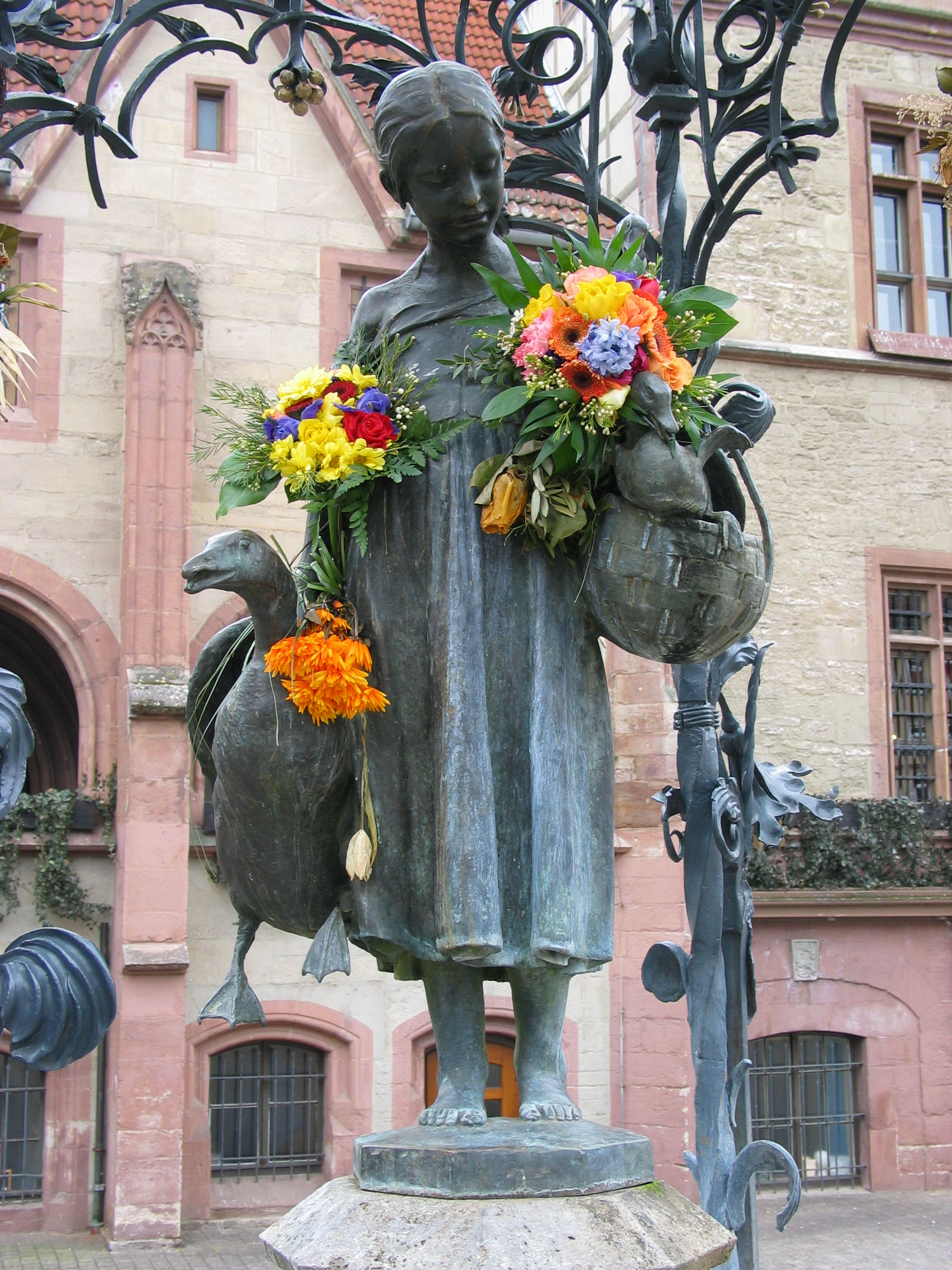
Gänseliesel (Ansarera), icono de la ciudad, situada junto al antiguo Ayuntamiento.

En 1734 se fundó la Universidad de Gotinga, oficialmente denominada "Georg-August-Universität Göttingen".

### Época contemporánea
Durante las guerras Napoleónicas, en 1806 Gotinga pasó brevemente a control prusiano, y en 1807 al reino napoleónico de Westfalia. Estas disposiciones territoriales se anularon después de la derrota de Napoleón I, y en 1813 volvió al dominio de Hannover, que sería elevado a Reino en 1814. En 1854 se incluyó a Gotinga en la red de ferrocarriles. En el año 1866, después de la derrota de Austria y de su aliado Hannover a manos de Prusia en la guerra de las Siete Semanas, Gotinga pasó a ser posesión prusiana integrada en la provincia de Hannover, y desde 1871 integrada en la Alemania unificada.
Durante la época del Tercer Reich cerca de la ciudad existió un campo de concentración para adolescentes (el Jugendkonzentrationslager Moringen). El 9 de noviembre de 1938 la sinagoga de Göttingen fue destruida durante los eventos de la Kristallnacht, al igual que ocurrió en toda la Alemania. Muchos miembros de la comunidad judía que existía en la ciudad murieron en los Campos de concentración nazis. 
Durante la Segunda Guerra Mundial, Gotinga no se vio muy afectada por los bombardeos británicos y norteamericanos que destruyeron tantas otras ciudades alemanas, a pesar de lo cual se destruyó el 1 por ciento de la ciudad. Desde julio de 1944 los ataques aéreos comenzaron a hacerse notar con mayor fuerza, pero estos afectaban principalmente a la zona de la Estación de ferrocarril y las instalaciones ferroviarias. La zona histórica de la ciudad se mantuvo prácticamente intacta. El 1 de enero de 1945 tuvo lugar el bombardeo más duro efectuado sobre la ciudad, con el resultado de 39 muertos y la destrucción de una parte de las instalaciones ferroviarias. La ciudad fue ocupada por las tropas norteamericanas el 8 de abril de 1945, después de que se retiraran sin combatir las unidades de la Wehrmacht que se encontraban en la zona. 
Las Oficinas centrales en Berlín de la compañía de ferrocarriles Deutsche Reichsbahn (DR) habían resultado destruidas durante los bombardeos aliados del último año de la contienda, por lo que en 1945 fueron trasladadas a Gotinga. Para entonces la ciudad ya se situaba en la zona de ocupación británica. Hacia 1950, con la creación de la nueva Deutsche Bundesbahn de la Alemania occidental, las oficinas centrales se trasladaron a Minden.
Debido a los pocos bombardeos, esta es la razón de que se hayan conservado muchos edificios históricos en el centro que ofrecen un alojamiento atractivo para vivir, con muchas tiendas, cafés y bares. Por eso, muchos de los estudiantes de la Universidad de Gotinga viven en el centro antiguo y proporcionan a Gotinga una imagen notablemente dinámica. En el año 2003, el 45% de la población del centro contaba entre 18 y 30 años de edad. En 2010 la ciudad se hizo eco en los medios de comunicación internacionales por la explosión de una potente bomba de la II Guerra Mundial que causó la muerte de 3 artificieros de la policía, además de varios heridos graves.

## Urbanismo

### Organización político-administrativa
La ciudad consta de 18 barrios, algunos de los cuales tienen su propia representación política en los concejos municipales. Estos concejos tienen entre 9 y 13 miembros, según el número de habitantes del barrio. El portavoz es el Ortsbürgermeister. Es obligatorio para las autoridades escuchar los concejos municipales respecto a cada acción importante que concierne al municipio. Sin embargo, la decisión final la toma el concejo mayor de la mancomunidad de Gotinga (Stadtrat).

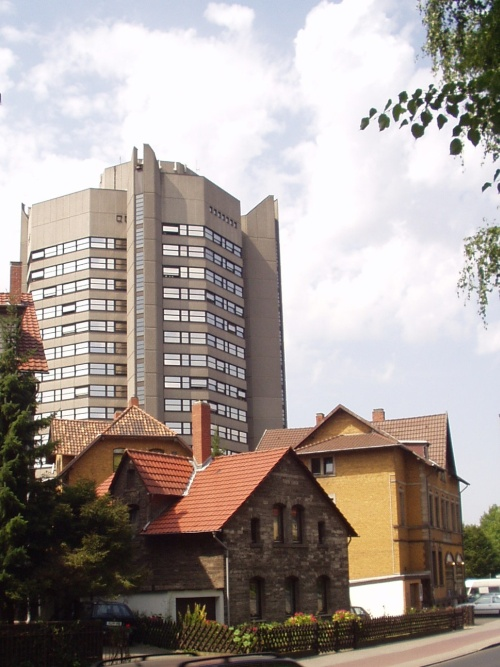
El nuevo Ayuntamiento.

Los municipios mancomunados están situados en las proximidades de Gotinga: Bovenden, Waake, Gleichen, Friedland, Rosdorf, ciudad de Dransfeld y Adelebsen.

### Morfología y estructura urbana: Evolución histórica
Ya en el siglo XII existía un concejo municipal con 24 concejales. Desde 1319 también controlaba el nuevo barrio (Neustadt) en frente de la ciudad. Las elecciones se celebraban siempre el lunes siguiente al día de San Miguel. 
A partir de 1611 todos los ciudadanos podían elegir a los 24 concejales. Antes había restricciones con respecto a la profesión. Luego el concejo elegía el alcalde. En 1669 se redujo el número de concejales a 16, y luego a 12. En 1690 se reorganizó la administración de la ciudad. Entonces el concejo pasó a constar de un juez, dos alcaldes, el abogado, el secretario y ocho concejales, que eran nombrados por el gobierno. Durante la época napoleónica, el alcalde se llamaba maire, junto a un concejo municipal. 
En 1831 hubo una reforma de la constitución y de la administración. En consecuencia, había un alcalde, cuyo título desde 1844 era alcalde. Siguieron otros cambios en relación con el alcalde, que reflejaron los cambios de afiliación territorial de Gotinga y el desarrollo constitucional de Alemania durante la industrialización. En la época del Tercer Reich el alcalde era nombrado por el Partido Nazi.
En 1946 las autoridades militares en la zona de ocupación británica, a la cual pertenecía Gotinga, introdujeron una constitución comunal siguiendo el modelo inglés.

## Geografía
Gotinga está situada en el límite de la hondonada que forman los ríos Leine e Ilme frente al bosque de Gotinga y Northeim, en el valle del río Leine, en la estribación de la colina Hainberg en el este y el Kleiner Hagen en el oeste, respectivamente. Al sur de la ciudad se encuentra el pequeño Lago Kiessee.

## Economía
Gotinga se destaca en la producción de óptica y de maquinaria mecánica de precisión, incluidos los microscopios de Carl Zeiss. En 2003 el desempleo en Gotinga era del 12.6%.[cita requerida]

## Transportes
Pasando la zona municipal occidental se halla la autopista federal A 7 de la ruta Hánover - Kassel - Wurzburgo. En el sur de Gotinga está la bifurcación de Drammetal que ofrece una conexión hacia la autopista federal A 38. Además las autovías federales B 3 y B 27 pasan por Gotinga. 
La estación de ferrocarril de Gotinga está integrada en la ruta de los ferrocarriles de alta velocidad que llevan de Hannover a Wurzburgo y viceversa. Los trenes de alta velocidad "ICE" conectan Gotinga con las grandes ciudades como Hannover, Frankfurt am Main, Kassel, Brunswick, Berlín, Hamburgo y Würzburg.
Los aeropuertos más cercanos se hallan en Hannover, Kassel y Paderborn. Los GöVB (Göttinger Verkehrsbetriebe - Empresa de transporte de Gotinga) sirve para el transporte público. El medio de transporte más utilizado, sin embargo, es en la ciudad de estudiantes la bicicleta. Existen muchos carriles agradables exclusivamente dedicados al uso de la bicicleta.

## Cultura

### Eventos culturales

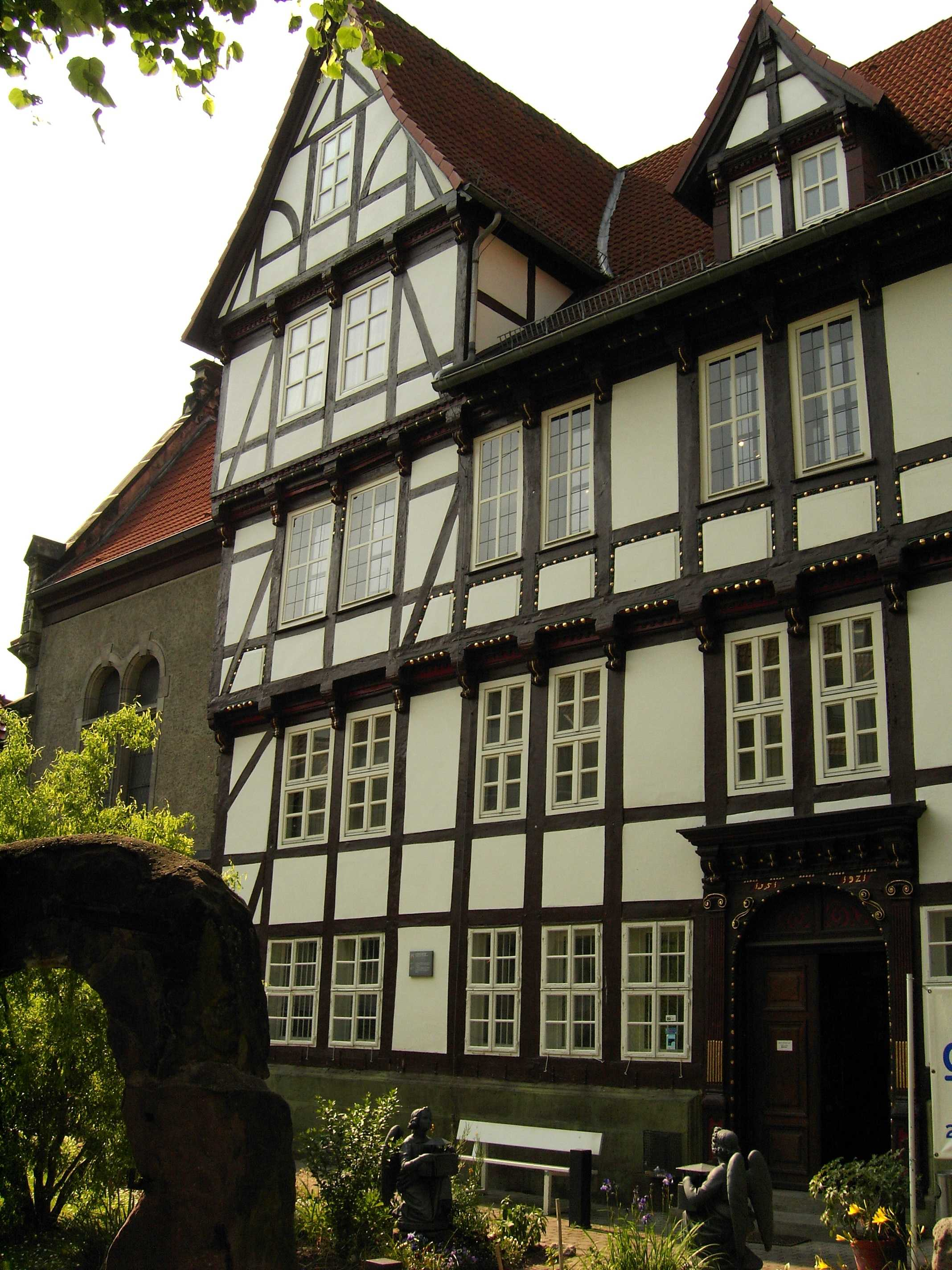
Museo Municipal, en la calle Ritterplan. Ofrece exposiciones sobre la historia de la ciudad y la universidad.

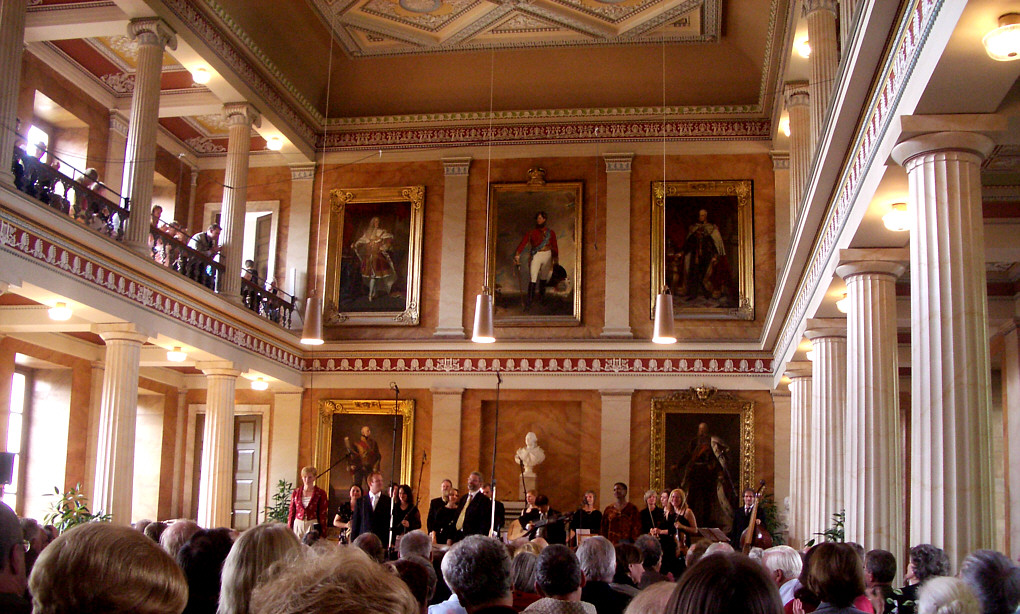
El Festival Händel.

Gotinga es la sede de la "Akademische Orchestervereinigung", una orquesta compuesta por voluntarios que tocan cuatro conciertos a lo largo del año para audiencias locales, dirigidas por Thomas-Michael Gribow. El Festival Händel, organizado por la Göttinger Händel-Gesellschaft en honor a Händel y la música barroca, se celebra anualmente desde 1920 y es el festival más antiguo en su género en activo. Reúne a músicos de relevancia internacional.

### Religión
En un principio la zona de Gotinga pertenecía al Arzobispado de Maguncia. En 1528 las doctrinas del reformador Martín Lutero se hicieron populares en la ciudad, y en 1529 se oyó por primera vez un sermón protestante en la iglesia de San Pedro y San Pablo (Paulinerkirche). Desde entonces y durante varios siglos, Gotinga fue una ciudad casi exclusivamente protestante. Hoy en día la zona de Gotinga forma parte de la Iglesia luterana estatal de Hannover. Aparte de los luteranos, hay varias congregaciones protestantes independientes, las Freikirchen.
A partir de 1746 volvió a haber misas católicas para los estudiantes, y al año siguiente para todos los habitantes de la ciudad interesados en esa confesión. Pero hasta 1787 no se construyó la primera iglesia católica de San Miguel después de la Reforma del siglo XVI. En 1929 se edificó una segunda iglesia católica, dedicada a San Pablo. Aparte de las confesiones luterana y católica, existen varias iglesias independientes como la de los baptistas (establecidos en 1894), los mennonitas (establecidos en 1946) y otras.
Desde el siglo XVI hay documentos sobre la existencia de una sinagoga que, como tantas otras en Alemania, fue destruida el 9 de noviembre de 1938 por simpatizantes de los nacionalsocialistas, en una acción concertada llamada  Reichsprogromnacht. La sinagoga sufrió bajo los nacionalsocialistas, y muchos de sus miembros fueron asesinados en los campos de concentración. El culto judío en Gotinga se ha restablecido recientemente con vigor por inmigrantes procedentes de la ex Unión Soviética.
El culto musulmán se estableció en Gotinga, como en muchas otras ciudades alemanas, a través de la inmigración de obreros turcos en los años 1970. Componen el mayor grupo de musulmanes en Gotinga. Hay también musulmanes árabes nativos o procedentes de Pakistán e India. Existe una mezquita en el barrio Grone.

### Medios de comunicación
- Prensa: El único periódico diario local es el Göttinger Tageblatt. Cada semana se publican los periódicos gratuitos blick y EXTRA TIP. Proporcionan artículos de interés local y se financian mediante anuncios publicitarios de empresas locales. Además, cada mes hay ediciones de revistas municipales como trends & fun, 37 y diggla, entre otras.

- Radio: Sobre todo la emisora pública de Baja Sajonia, el NDR, el Hessischer Rundfunk (HR), Radio Antenne, ffn. Estas dos últimas emisoras poseen una redacción local en Gotinga. Finalmente existe desde 1997 la radio local sin interés económico Stadtradio Göttingen.

- Portales de Internet: Importantes portales en Internet sobre Gotinga son los portales de la administración pública de Gotinga, el Portal Marktplatz Südniedersachsen y la revista de orientación izquierdista-alternativa goest.

## Educación

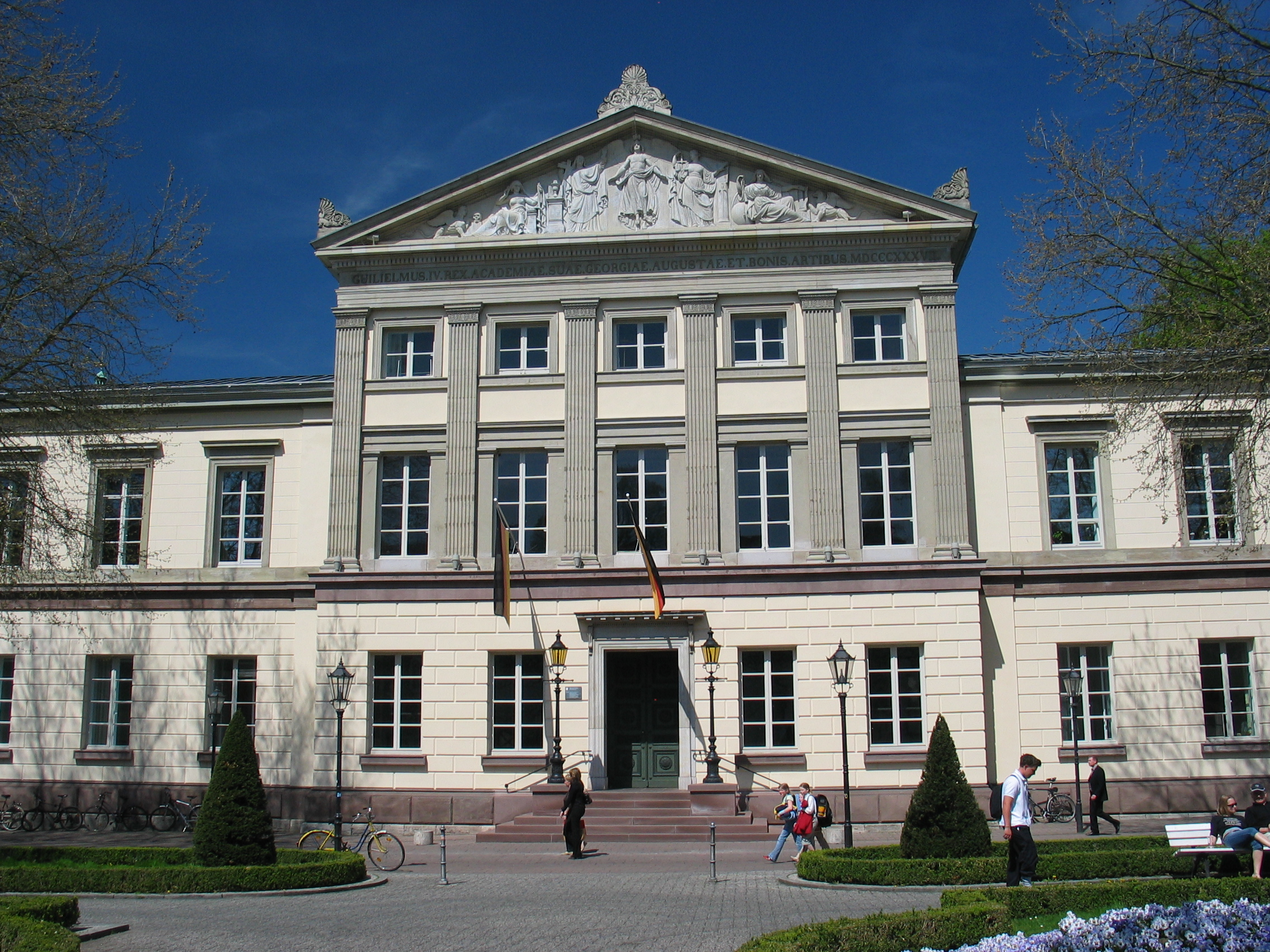
Aula de la universidad.

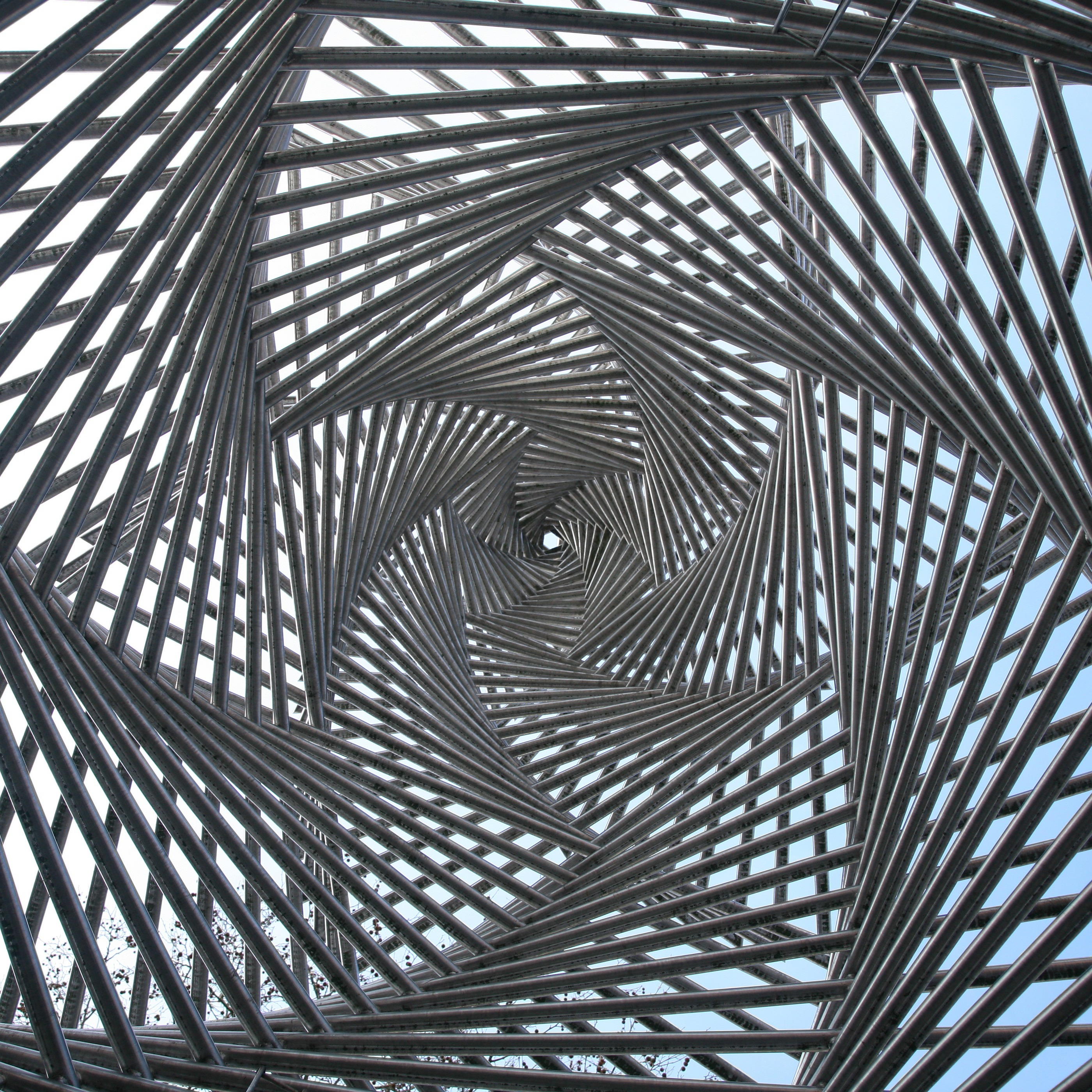
Escultura en la Plaza de la Sinagoga.

- Universidad de Göttingen:  En alemán Georg-August-Universität Göttingen, fundada en 1734 por el príncipe elector Jorge II Augusto de Hannover, rey de Inglaterra. En 1837, siete catedráticos protestaron contra la soberanía absoluta de los reyes de Hannover; perdieron sus trabajos, pero se hicieron famosos como los "Siete de Gotinga". Algunos de ellos son los hermanos Grimm, Wilhelm Eduard Weber y Georg Gervinus. Además, el excanciller de Alemania, Gerhard Schröder, fue alumno de la Facultad de Derecho de la universidad.
- Biblioteca universitaria y estatal de Baja Sajonia: En alemán Niedersächsische Staats- und Universitätsbibliothek Göttingen , posee más de un millón de tomos en varios idiomas, introdujo un sistema moderno de contabilidad por libros, modelo incluso para la Biblioteca del Congreso estadounidense, en el siglo XVIII.
- Universidad politécnica Hildesheim/Holzminden/Göttingen: Establecida en 1971.
- Institutos de la Sociedad Max Planck:
  - Instituto Max Planck de Medicina Experimental
  - Instituto Max Planck de Química biológica-física.
  - Instituto Max Planck de Investigación de Corrientes, desde 2004 Instituto Max Planck de Dinámica y Autoorganización
  - Instituto Max Planck para la investigación del sistema solar
- Centro Alemán de navegación aérea y espacial (Deutsches Zentrum für Luft- und Raumfahrt e.V. - DLR)
- Centro Alemán de Primates (DPZ).
- Instituto de investigación sociológico (SOFI) e.V.

Como sucede en otras universidades, Gotinga ha desarrollado su propio folclore. Cuando los estudiantes terminan su doctorado, se les conduce desde el Gran Salón hasta la Gänseliesel (La Chica del ganso) - una fuente situada frente al antiguo ayuntamiento. Entonces el laureado sube a la fuente y besa la estatua. Es considerada la chica más besada del mundo.[cita requerida]

## Ciudades hermanadas
Gotinga está hermanada con las siguientes ciudades:
- Cheltenham (Reino Unido, desde 1951).
- Toruń (Polonia, desde 1978).
- Pau (Francia, desde 1982).
- Wittenberg (Alemania, desde 1988).

Ha habido un acuerdo de solidaridad con La Paz Centro en Nicaragua desde 1989, que a partir de 2013, aún no ha llevado a un acuerdo formal de hermanamiento.